# بطولة أمريكا الجنوبية لكرة الطائرة للرجال 1991
أقيمت بطولة أمريكا الجنوبية لكرة الطائرة للرجال 1991 في نسختها التاسعة عشر في ساو باولو في البرازيل.

## الترتيب النهائي
| المركز | المنتخب   |
| ------ | --------- |
|        | البرازيل  |
|        | الأرجنتين |
|        | فنزويلا   |
| 4      | بيرو      |

1. 1 2 3 4 5 6 7 8 9  "Sud. Mayores - Masculino". كونفدرالية أمريكا الجنوبية لكرة الطائرة. اطلع عليه بتاريخ 2023-11-20.